# 恋するふたりの文学講座
『恋するふたりの文学講座』（こいするふたりのぶんがくこうざ、原題：Liberal Arts）は、2012年制作のアメリカ合衆国のコメディ映画。ジョシュ・ラドナー監督・脚本・主演。日本では劇場未公開。

## あらすじ
ニューヨークで暮らす35歳の独身男性ジェシーは大学時代の恩師から引退を祝うパーティーでスピーチをしてほしいと依頼され、故郷のオハイオ州に帰る。
ジェシーはそこで恩師の娘ジビーと出会う。ジビーは明るく奔放な19歳の女子大生で、年齢も趣味もジェシーとはかけ離れていたが、彼が愛する文学や音楽の話を聞くうちに次第に惹かれていく。ジェシーもまたジビーに好意を抱くが、やがて年の離れた彼女との恋愛に戸惑うようになってしまう。

## キャスト
- ジェシー：ジョシュ・ラドナー
- ジビー・ホバーグ：エリザベス・オルセン
- ピーター・ホバーグ：リチャード・ジェンキンス
- フェアフィールド：アリソン・ジャネイ
- ディーン：ジョン・マガロ
- アナ：エリザベス・リーサー
- ナット：ザック・エフロン
- ケイト・バートン
- ロバート・デシデリオ
- クリステン・ブッシュ
- アリ・アン
- グレッグ・エデルマン